# Capitol Records
Capitol Records je hudební vydavatelství sídlící v Hollywoodu. Založili ho v roce 1942 hudebník Johnny Mercer se společníky Buddy DeSylvou a Glennem Wallichsem. Později toto vydavatelství koupila britská společnost EMI.

## Významní interpreti Capitol Records
- Avenged Sevenfold
- 5 Seconds of Summer
- The Band
- The Beach Boys
- Glen Campbell
- Grand Funk Railroad
- Interpol
- Nat "King" Cole
- Peggy Lee
- Dean Martin
- Maze
- Kylie Minogue
- Anne Murray
- Helen Reddy
- Linda Ronstadt
- Bob Seger
- Frank Sinatra
- Troye Sivan
- Katy Perry
- Steve Miller Band

Niall Horan
Liam Payne

## Interpreti, kteří „přešli“ ke Capitol Records
- The Beatles
- Kate Bushová (od EMI America)
- Sheena Easton (od EMI America)
- Little River Band
- Pink Floyd
- Beastie Boys (od Def Jam)

## Vydavatelství spadající pod Capitol Records
- Apple Records
- Grand Royal Records
- Harvest Records
- Liberty Records